# Giovanni Garofani
Giovanni Garofani (Roma, Italia, 20 de octubre de 2002) es un futbolista italiano que juega de portero en la Juventus Next Gen de la Serie C.

## Trayectoria
El 27 de noviembre de 2020 Andrea Pirlo lo convocó para un partido fuera de casa contra el Benevento Calcio con la primera plantilla. Debutó el 15 de septiembre de 2021 con la Juventus Next Gen en una victoria por 3-2 en la Copa Italia Serie C contra el FeralpiSalò. El 17 de octubre debutó en la Serie C en una victoria por 2-1 contra el 1913 Seregno Calcio deteniendo también el penalti de Iacopo Cernigoi. Tras disputar cinco partidos, se dislocó el hombro en noviembre, lo que le apartó de los terrenos de juego durante cinco meses. El 25 de mayo de 2022 renovó su contrato con la Juventus hasta 2025.

## Selección nacional
Representó a Italia internacionalmente en la categoría sub-16, sub-17 y sub-20.

## Estadísticas

### Clubes
Actualizado al último partido disputado el 2 de septiembre de 2023.
| Juventus Next Gen · Italia            | 3.ª           | 2021-22       | 5  | 7  | 2 | 4 | — | — | 7  | 11 |
| Juventus Next Gen · Italia            | 3.ª           | 2022-23       | 9  | 13 | 1 | 1 | — | — | 10 | 14 |
| Juventus Next Gen · Italia            | 3.ª           | 2023-24       | 1  | 3  | 0 | 0 | — | — | 1  | 3  |
| Juventus Next Gen · Italia            | Total club    | Total club    | 15 | 23 | 3 | 5 | 0 | 0 | 18 | 28 |
| Total carrera                         | Total carrera | Total carrera | 15 | 23 | 3 | 5 | 0 | 0 | 18 | 28 |
| (1) Hace referencia a goles encajados |               |               |    |    |   |   |   |   |    |    |